# Rhynchostegium menadense
Rhynchostegium menadense là một loài rêu trong họ Brachytheciaceae. Loài này được Sande Lac. A. Jaeger mô tả khoa học đầu tiên năm 1878.